# Épsilon1 Arae
Épsilon1 Arae (ε1 Arae / HD 152980 / HR 6295) es una estrella en la constelación de Ara —el altar— de magnitud aparente +4,07.
Aunque comparte la denominación de Bayer «Épsilon» con ε2 Arae, las dos estrellas no están relacionadas entre sí.
Esta última se encuentra a 86 años luz del sistema solar, mientras que Épsilon1 Arae está a 304 años luz.
Sin nombre propio habitual, en la astronomía china era conocida como 龜一, «la primera (estrella) de Guī». 
Allen erróneamente la llamó Tso Kang (左更), confundiendo probablemente Ara con Ari —Aries—, ya que Tso Kang se halla encuadrada en esta última constelación.
Épsilon1 Arae es una de las numerosas gigantes naranjas visibles en el cielo nocturno, siendo Arturo (α Bootis) y Pólux (β Geminorum) las más brillantes dentro de esta clase.
De tipo espectral K4III, Épsilon1 Arae es más parecida a la primera de ellas, siendo su temperatura efectiva de 4176 K.
Tiene un diámetro 33,7 ± 3,4 veces más grande que el del Sol y es, por tanto, 3 veces más grande que Pólux.
Posee una metalicidad —abundancia relativa de elementos más pesados que el helio— comparable a la solar ([Fe/H] = +0,01).
Es una estrella evolucionada con una masa de 1,74 ± 0,24 masas solares y una edad estimada de 1700 millones de años.